# پایگاه هوایی فریتزلار
پایگاه هوایی فریتزلار (به انگلیسی: Fritzlar Air Base) (به زبان بومی: Heeresflugplatz Fritzlar) یک فرودگاه نظامی با کد یاتا FRZ است که یک باند فرود آسفالت دارد و طول باند آن ۱۰۴۳ متر است. این فرودگاه در کشور آلمان قرار دارد و در ارتفاع ۱۷۱ متری از سطح دریا واقع شده‌است.